# Peter Paul de Vries

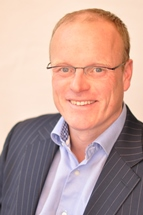
Peter Paul de Vries.

P.P.F. (Peter Paul) de Vries (Apeldoorn, 13 mei 1967) investeerder, belegger, ondernemer en voormalig aandeelhoudersactivist. Hij is sinds de oprichting op 24 september 2008 CEO van de beursgenoteerde investeringsmaatschappij Value8 NV. Hij werd bekend als directeur (1995-2007) van de Vereniging van Effectenbezitters (VEB).

## Biografie
Peter Paul de Vries verkreeg bekendheid als directeur van de Vereniging van Effectenbezitters (VEB). Hij begon als 15-jarige met beleggen en bezocht vanaf zijn zestiende aandeelhoudersvergaderingen. Hij was van oktober 1989 tot oktober 2007 actief bij de VEB, vanaf 1995 als directeur. In september 2008 startte hij met Gerben Hettinga het investeringsbedrijf Value8. Samen met Hettinga is De Vries een van de langst zittende bestuurders bij een Nederlands beursfonds.
De Vries was voorts kernlid van de Commissie Tabaksblat. 

## VEB directeur
De Vries was 18 jaar werkzaam bij de VEB (van oktober 1989 tot en met oktober 2007)  Eerst als economisch stafmedewerker en ruim 12 jaar (vanaf 1995) als directeur. Onder leiding van De Vries steeg het aantal leden van 11.000 naar 42.000 bij zijn afscheid in 2007.  De Vries behartigde de belangen van circa 40.000 Nederlandse particuliere beleggers. De Vries leverde - als belangenbehartiger - een actieve bijdrage aan de maatschappelijke discussies over corporate governance en beloningen. Hij zetten de lobby kracht bij door zijn optreden in aandeelhoudersvergaderingen van Nederlandse beursfondsen.
Bij de VEB lobby had De Vries een aantal speerpunten:
- strijd tegen excessieve beloning (en vertrekregelingen) van bestuurders;
- gebrek aan transparantie van ondernemingen;[2]
- wanbeleid bij beursfondsen.

Namens de VEB was De Vries succesvol in het bereiken van compensatie voor beleggers. Hij bereikte grote schikkingen met Ahold (1 miljard euro) , Dexia (1 miljard), Unilever en Shell. Als voorzitter van Euroshareholders was hij actief bij Fortis (2008-2009): voor het behoud van de financiële dienstverlener en schadevergoeding. Euroshareholders vertegenwoordigde 15.000 gedupeerde Fortis-beleggers.
De Vries werd in oktober 2007 als directeur opgevolgd door Jan Maarten Slagter (2007-2014), die op zijn beurt werd opgevolgd door Paul Koster (2014-2021).

## Kernlid Commissie Tabaksblat
De Vries zette zich in voor een verbetering van de zeggenschapspositie van de Nederlandse aandeelhouder. Hij was kernlid van de Commissie Tabaksblat die in 2003 de hoofdlijnen voor corporate governance in Nederland vastlegde. Binnen de Commissie Tabaksblat zette hij zich in voor aanpak van certificering (waardoor de aandeelhouder stemrecht wordt ontnomen) en beperking van de topbeloningen. Hij stelde in 2003 voor om de variabele beloning te maximeren op 100 procent van de vaste beloning. Die bepaling werd wel opgenomen in het concept rapport Tabaksblat, maar werd - onder druk van een stevige lobby van bestuurders en commissarissen - uiteindelijk niet opgenomen in het eindrapport. In 2009 werd die bepaling overgenomen door de commissie Maas en werd de maximale variabele beloning van toepassing op bankbestuurders.

## Pauw & Witteman en media
Naast zijn optreden voor de VEB was De Vries actief in de media. Als columnist bij onder meer bij: 
- BNR Radio
- het gratis ochtendblad Sp!ts
- Quote
- Management Scope

De Vries schrijft nog een column in het beleggingsblad IEX Expert.
Verder was hij - met name in de bankencrisis van 2008/2009 - als beurs- en economisch expert te gast in de talkshow Pauw & Witteman. De Vries spreekt jaarlijks op de IEX Beleggingsdag.
Ook nam hij als beursexpert deel aan programma's van RTL-Z. Met het team van RTL-Z bezocht hij in mei 2019 de aandeelhoudersvergadering van Berkshire Hathaway (Warren Buffett).

## Value8 (vanaf september 2008)
Op 24 september 2008 startte Peter Paul de Vries samen met zijn oud-VEB collega Gerben Hettinga de beursgenoteerde investeringsmaatschappij Value8.  In de eerste fase investeerde Value8 vooral in turnarounds, bedrijven die ondermaats presteerden, met het oogmerk deze winstgevender te maken en zo waarde te creëren. In die periode redde Value8 diverse bedrijven uit faillissement, zoals Buhrs, GNS, Brinkman en Haak. Ook werd geïnvesteerd in Witte Molen uit Meeuwen, een diervoedingproducent. Sinds de start van Value8 heeft het bedrijf ongeveer 400 arbeidsplaatsen gered door bedrijven uit faillissement en surséance te redden. 
Begin 2010 ontving Value8 uit handen van NYSE Euronext Amsterdam bestuursvoorzitter Joost van der Does de Willebois de prijs van best presterende smallcap onderneming 2009, met een koerswinst van 330% In de periode daarna besloot Value8 zich te richten op gezondere bedrijven in groeisectoren (zorg, voeding, luxegoederen en vrije tijd). Uit die periode stamt ook het meerderheidsbelang in Eetgemak, een leidende producent van zorgmaaltijden. 
In 2012 keerde Value8 voor het eerst dividend uit. In de periode daarna werd de portefeuille aanzienlijk uitgebreid met investeringen in Kersten (hulpmiddelen), Ceradis (milieuvriendelijke gewasbescherming), Aqua Serva (waterveiligheid/aanpak legionella) en diverse smallcap beursfondsen. Via Fornix werd de beursgang van SnowWorld (indoor-skibaan) gerealiseerd. Daar werd De Vries later commissaris, samen met oud RAI directeur Hans Bakker en Bibian Mentel.
Na een onrustige periode van mediaberichten (2016/2017) en uitstel van de publicatie van de jaarrekening volgde in 2018/2019 een periode van desinvesteringen. Tussen augustus 2018 en eind maart 2019 werden vier Value8 bedrijven verkocht met een totale transactiewaarde van meer dan 70 miljoen euro. Het betrof de meerderheidsbelangen in HeadFirstSource, AquaServa, Ceradis en Eetgemak. Een deel van de opbrengst werd aangewend voor een extra dividend (10 miljoen euro), inkoop van eigen aandelen en aflossing van een kleine lening bij de Rabobank (5 miljoen euro). Die verkopen leverden aanzienlijk meer op dan de boekwaarde. 
In 2024 zijn de belangrijkste investeringen van Value8:  Kersten (medische hulpmiddelen) en PIDZ (online platform voor zorgprofessionals), en bij de beursgenoteerde belangen Ctac (automatisering) en Renewi (recycling). Het eerste pakket aandelen Ctac werd midden in de Corona-crisis voor een lage prijs (1,35 euro per aandeel) gekocht. Het belang in Renewi werd in 2020 op een laag niveau (tussen 2 en 2,5 pond per aandeel) gekocht. In juni 2025 werden Renewi overgenomen voor 8,70 pond per aandeel. Dat leverde Value8 een bedrag tussen 19 en 20 miljoen euro op. Deze transacties hebben zijn imago als slimme investeerder versterkt. 
Value8 geeft aan veel belang te hechten aan ESG. Dat blijkt onder meer uit de investeringen in Ceradis (milieuvriendelijke gewasbescherming), Kersten (met veel medewerkers met een afstand tot de arbeidsmarkt) en Renewi (volgens Value8 een recycling kampioen). 

## Value8 van 5 ton naar 100 miljoen
Samen met zijn mede-bestuurder Gerben Hettinga heeft De Vries een investeringsmaatschappij opgebouwd met een investeringsportefeuille van 115 miljoen euro, meer dan 100 miljoen eigen vermogen en meer dan 2000 medewerkers. 
Bij de start van Value8 (september 2008) bedroeg de intrinsieke waarde per aandeel (ookwel NAV genoemd) 0,41 euro per aandeel. Sindsdien is die intrinsieke waarde per aandeel bijna elk jaar (op 2016 en 2022 na) gestegen. Eind 2024 bedroeg de intrinsieke waarde 9,86 euro per aandeel. Value8 betaalt sinds 2011 dividend. 
Volgens de jaarverslag 2024 bedraagt het eigen vermogen 103 miljoen euro en de solvabiliteit 93,7 procent. In het eerste halfjaar 2025 is de intrinsieke waarde met 5,9 procent gestegen. Het belangrijkste bedrijf in portefeuille is leverancier van medische hulpmiddelen Kersten. Dat bedrijf groeide van 34,7 miljoen euro omzet in 2019 naar 107 miljoen euro omzet in 2024. 

## Kritiek op herwaardering
In 2016 bekritiseerde Roel Gooskens, voormalig beleggingsfondsbeheerder, Value8 en De Vries. Hij stelde dat het bedrijf in werkelijkheid verliezen leed die werden gemaskeerd door herwaarderingen van deelnemingen. Het aanbod van De Vries om toelichting te geven werd door Gooskens afgeslagen. 
In het jaar 2017 boekte Value8 een winst van 21,1 miljoen euro en in de jaren daarna is Value8 winstgevend gegroeid. Voor zover bekend heeft Gooskens zijn kritiek niet ingetrokken.

## Overig en Privé
In 2014 werd De Vries, op voordracht van de Ondernemingsraad van Euronext Amsterdam,  commissaris bij beursbedrijf Euronext Amsterdam waar hij in 2017 afscheid nam.  
Hoewel De Vries in zijn functie bij de VEB veel contact had met ministeries, bewindslieden en parlementsleden, is hij politiek niet actief geweest. Hij wilde zich, in het belang van de vereniging, niet aan één partij binden. Hij onderhield met de VEB een goede band met Tweede Kamer-leden van Groenlinks en SP bij de aanpak van exorbitante beloningen van topbestuurders. Voormalig president van de DNB, Wim Duisenberg, noemde De Vries bij de persconferentie voor de schikking met Dexia (2004) 'een veelbelovend socialist'. Veel van zijn tegenstanders in de VEB-periode hadden een VVD-achtergrond. Wel kende hij in 2001 met de VEB het Blauwe Bord, een prijs voor een persoon of organisatie die zich uitzonderlijk heeft ingespannen voor het belang van effectenbezitters, toe aan VVD-coryfee Frits Bolkestein.  
De Vries stuurde, namens de Vereniging MidkapNL, een brandbrief aan de Vaste Kamercommissie voor Financiën om te waarschuwen voor sterk oplopende inflatie.  
Peter Paul de Vries behaalde zijn VWO-diploma in Ermelo op het Christelijk College Groevenbeek en studeerde bedrijfseconomie aan de Erasmus Universiteit Rotterdam.
Hij is getrouwd en vader van zes kinderen.

## Trivia
- In 2011 deed Value8 een poging om de Belgische voetbalclub Standard Luik over te nemen.[9] Uiteindelijk werd de club overgenomen door de Belgische ondernemer Roland Duchatelet.

- Peter Paul de Vries werd door de Amerikaanse nieuwszender ABC aangezien voor Peter R. de Vries.[10]
- De Vries is uitvinder van de Portugal-route. Hij vond in 2023 een oplossing voor het Nederlandse accountantsprobleem door een Portugese accountant te contracteren. Zo werd de beursnotering van 8 smallcap-bedrijven behouden.